# Ozicrypta wrightae
Ozicrypta wrightae är en spindelart som beskrevs av Raven och Churchill 1994. Ozicrypta wrightae ingår i släktet Ozicrypta och familjen Barychelidae.
Artens utbredningsområde är Queensland. Inga underarter finns listade i Catalogue of Life.